# Villafría (Álava)
Villafría es un concejo del municipio de Bernedo, en la provincia de Álava. 

## Despoblado
Forma parte del concejo una fracción del despoblado de:
- San Pedro.[1]

## Historia
Hacia mediados del siglo XIX, el lugar, ya por entonces perteneciente a Bernedo, tenía contabilizada una población de 65 habitantes. Aparece descrito en el decimosexto y último volumen del Diccionario geográfico-estadístico-histórico de España y sus posesiones de Ultramar de Pascual Madoz con las siguientes palabras:

VILLAFRIA: l. del ayunt. de Bernedo en la prov. de Alava (6 leg. á Vitoria), part. jud. de la Guardia (2 1/2), aud. terr. de Búrgos, c. g. de las Provincias Vascongadas, dióc. de Calahorra (10). sit. entre montañas; clima templado, y reina el viento N. Tiene 20 casas; igl. parr. (Sta. Eufemia) servida por un beneficiado de Bernedo, que es su matriz. El térm. confina N. la matriz; E. Bajauri; S. la sierra que divide la Rioja Alavesa del resto de la prov., y O. Villaverde: está rodeado de montañas bastante culminantes, con abundancia de manantiales. El terreno es de mediana calidad: los caminos locales. prod.: trigo y otros granos; cria de ganado lanar, caza de liebres, garduñas y codornices. pobl.: 15 vec., 65 alm. contr.: con su ayunt. (V.).
(Madoz, 1850, p. 143)

En 2022, tenía empadronados veintisiete habitantes.

## Demografía
| Gráfica de evolución demográfica de Villafría entre 2000 y 2017 |
|                                                                 |
| Población de derecho según los censos de población del INE.     |

## Cultura

### Patrimonio material

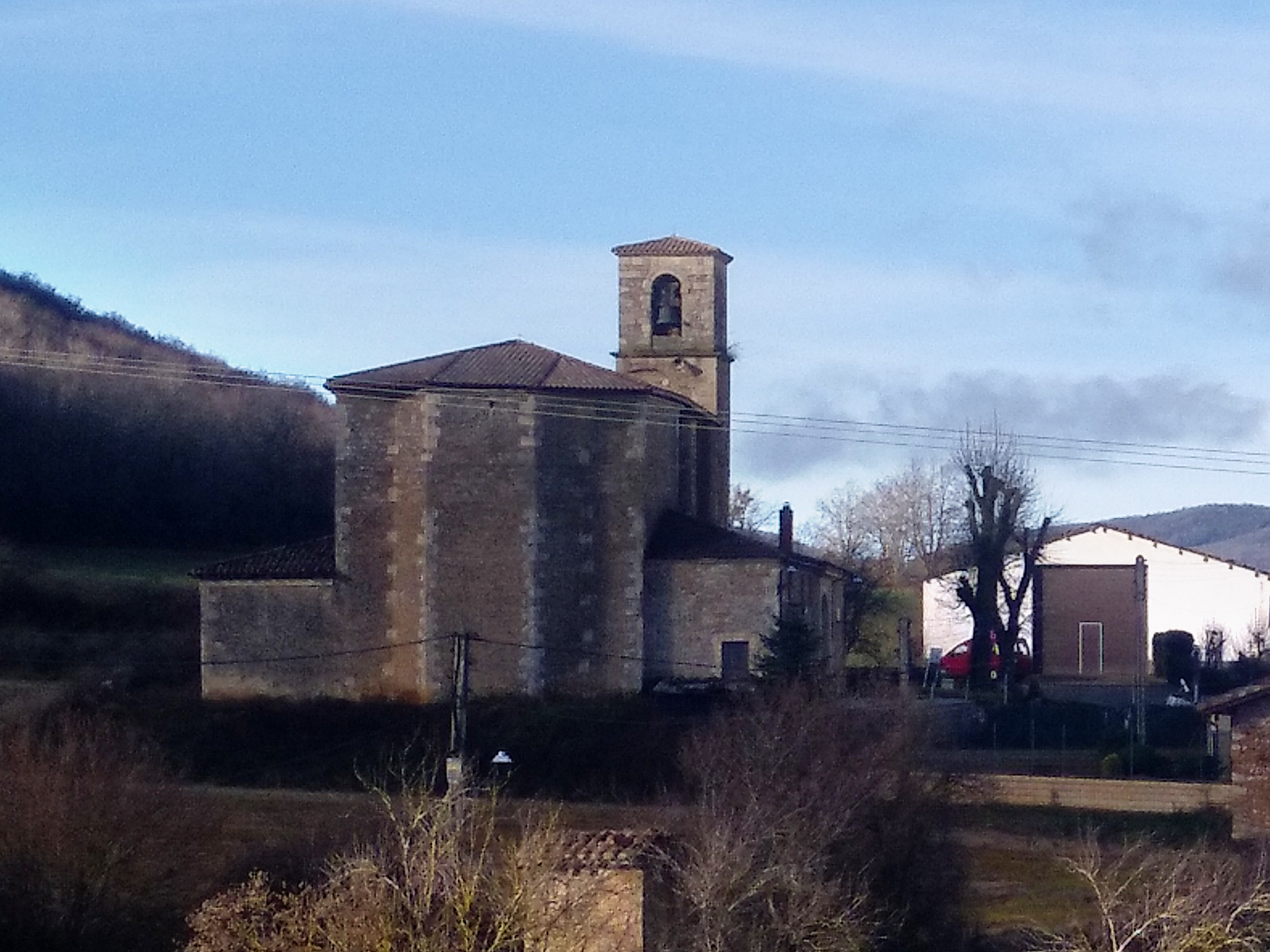
Vista de la iglesia de Santa Eufemia

- Iglesia de Santa Eufemia (Villafría).[2]De estructura renacentista, tiene planta de cruz latina y bóvedas de crucería. Destaca su retablo barroco, con la imagen de la santa titular, y altares laterales (siglo XVIII). Cuenta con una torre cuadrada con dos arcos para campanas, un pórtico de un solo arco y un púlpito con decoración destacada.[5]